# Alex Stoldt

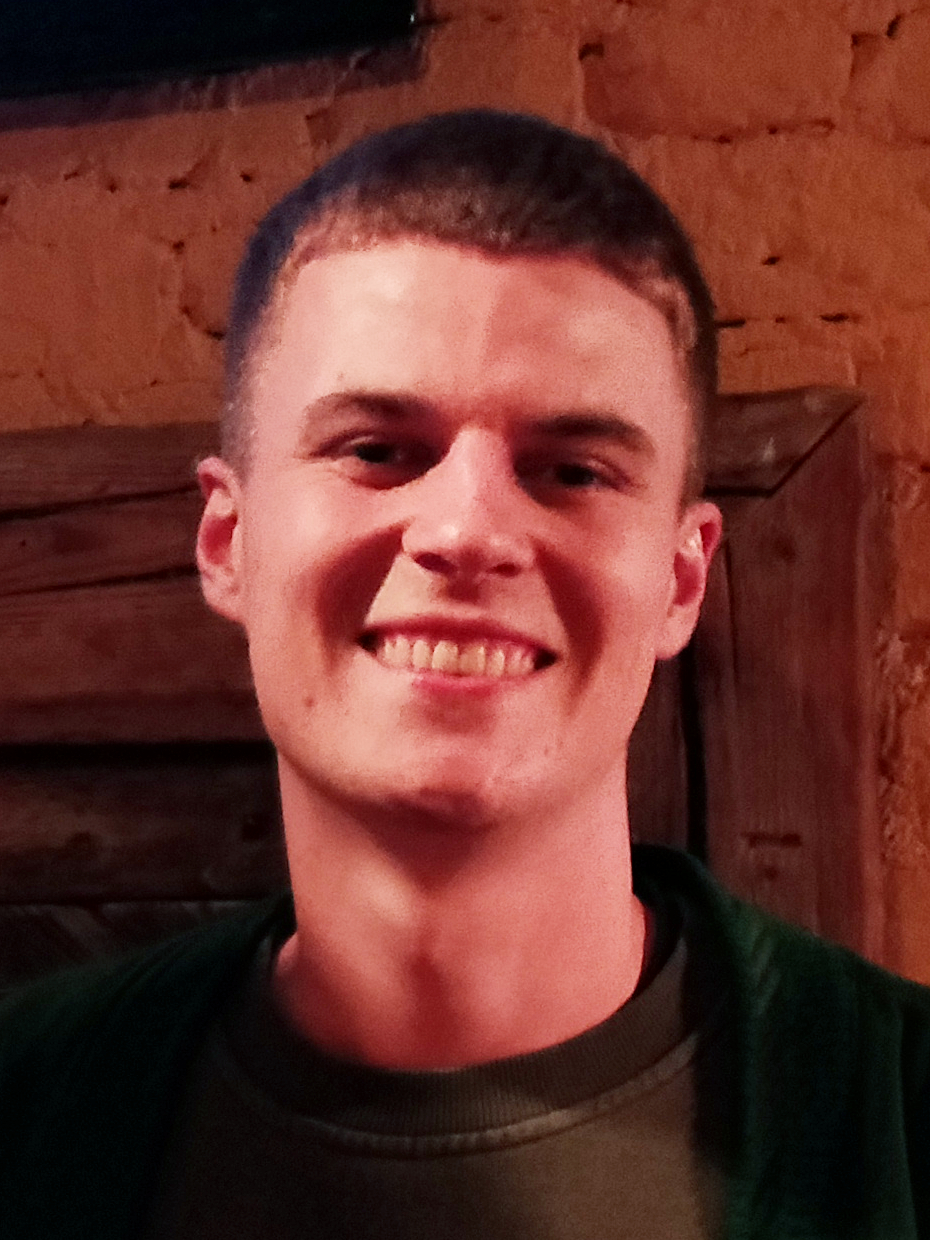
Alex Stoldt (2021)

Alex Stoldt (* 8. April 1999 in Itzehoe) ist ein deutscher Stand-Up-Comedian.

## Werdegang
Stoldt wuchs in Osterstedt auf und lebte zwischenzeitlich in Kiel. Er studierte Philosophie an der Christian-Albrechts-Universität zu Kiel und wohnt in Hamburg.
Zumeist tritt Stoldt auf Open Mics, aber auch bei Mixed Shows wie NightWash mit klassischer Stand-Up-Comedy auf. Im August 2022 gewann er den Publikumspreis beim Prix Pantheon.
Gemeinsam mit Marvin Hoffmann, Yorick Thiede und Sebo Sam bildet er das Comedy-Kollektiv 4 Feinde. Sie spielten am 9. September 2022 trotz ihrer vergleichsweise noch kleinen Fangemeinde eine Show vor über 3.500 Zuschauern in der großen Halle der Kölner Lanxess-Arena, womit sie in der Presse sowie der Comedy-Szene für Aufmerksamkeit sorgten. So war bei der Show beispielsweise Felix Lobrecht unterstützend mit dabei. Von Oktober 2022 bis Ende 2024 veröffentlichte das Comedy-Kollektiv wöchentlich den Podcast 4 Feinde.
Seit 2023 tritt er regelmäßig bei dem Format Falsch, aber lustig auf. Am 17. Oktober 2023 trat er im Berliner Kabarett-Theater Die Wühlmäuse beim großen Kleinkunstfestival auf und bewarb sich gemeinsam mit vier weiteren Kandidaten um den Publikumspreis, den er letztlich gewann. 2023 war er bei der 1LIVE Hörsaal-Comedy Tour dabei. Mit seinem ersten Solo-Programm Alex Stoldt tourte er von Oktober 2023 bis Sommer 2024 durch Deutschland.

## Werke

### Bühnenprogramm
- 2023: Alex Stoldt

### Fernsehauftritte
- 2022: Till Reiners’ Happy Hour, Folge 9[14]
- 2023: ZDF Comedy Sommer, Folge 2[15]

## Auszeichnungen
- 2022: Prix Pantheon (Publikumspreis Beklatscht & Ausgebuht)
- 2023: Das große Kleinkunstfestival (Publikumspreis)